# Samsung Galaxy J2
Samsung Galaxy J2 - Android - смартфон производства Samsung Electronics. Он был анонсирован и выпущен в сентябре 2015 года..

## Технические характеристики

### Аппаратное обеспечение
Galaxy J2 - смартфон, размером 136,5 x 69 x 8,4 миллиметра и весом 129 граммов.. Устройство поддерживает связь GSM, HSPA, LTE (последняя присутствует во всех версиях, кроме модели J200H), Wi-Fi 802. 11 b/g/n с поддержкой Wi-Fi Direct, Bluetooth 4.1 с A2DP, GPS с A-GPS и GLONASS, NFC (в некоторых версиях) и FM RDS радио. Он имеет порт microUSB 2.0 OTG и вход 3,5 мм аудиоразъем.
Galaxy J2 оснащен 4,7-дюймовым диагональным емкостным сенсорный экран, S-AMOLED с соотношением сторон 16:9 и разрешением 540 x 960 пикселей (плотность 234 пикселей на дюйм). Корпус изготовлен из пластика. Литий-ионный аккумулятор емкостью 2000 мАч является съемным.
Чипсет - Exynos 3475 Quad, CPU четырехъядерный, состоящий из 4 ядер Cortex-A7 с частотой 1,3 ГГц и GPU. Mali T720. Внутренняя память - 8 Гб eMMC 4.5, а RAM - 1 Гб.
Задняя камера имеет 5 мегапиксельный сенсор, оснащена автофокусом и вспышкой, способный записывать HD - видео со скоростью 30 кадров в секунду, а фронтальная камера имеет разрешение 2 мегапикселя.

### Программное обеспечение
Galaxy J2 поставляется с Android 5.1.1 "Lollipop" и пользовательским интерфейсом Samsung TouchWiz..

## Внешние ссылки
- Подробная информация о телефоне на английском языке
- Информация о телефоне на испанском языке